# ユーレカスプリングス (アーカンソー州)
ユーレカスプリングス（英: Eureka Springs）は、アメリカ合衆国アーカンソー州の北西部、オザーク高原に位置するキャロル郡の都市である。キャロル郡には郡庁所在地が2つあり、ベリービルとともにユーレカスプリングスが郡庁所在地に指定されている。2010年国勢調査による人口は2,073人だった。市全体がユーレカスプリングス歴史地区としてアメリカ合衆国国家歴史登録財に指定されており、人気のある観光地になっている。
ユーレカスプリングスは特徴あるビクトリア調のリゾート村である。市内の曲がりくねった坂道の間にビクトリア調のコテージや邸宅が配されている。古い商業地区は高山の性格があり、保存状態の良いビクトリア調建築物が並ぶ景観がある。建物は主に地元産の石材で造られ通り沿いに並ぶ。通りは丘の周りに沿って曲がり、地形に合わせて上り下りし、全長5マイル (8 km) の環状になっている。建物によっては通りに面した入口が複数の階にあるものもある。全米歴史保存信託から「アメリカの特徴ある目的地」の1つに選定されている。昔から「アメリカの小スイス」や「階段の町」と呼ばれてきており、山がちな地形と、通りが曲がりくねり上下していることから言われてきた。通りが曲がっているので、どの通りも直角に交わることが無く、また信号機もない。

## 歴史

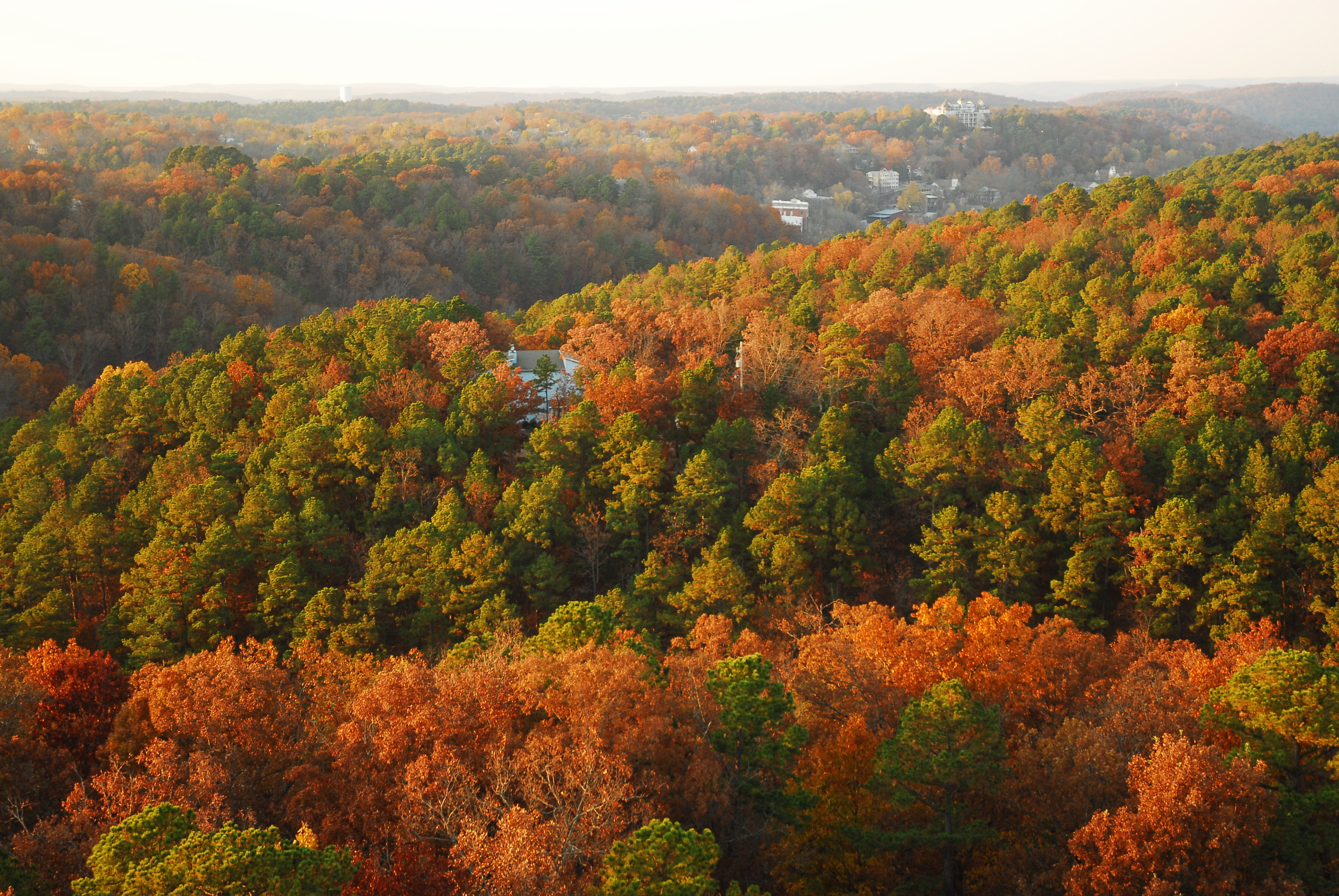
展望塔の上から見たユーレカスプリングス、クレセント・ホテルが地平線上に見える、2008年撮影

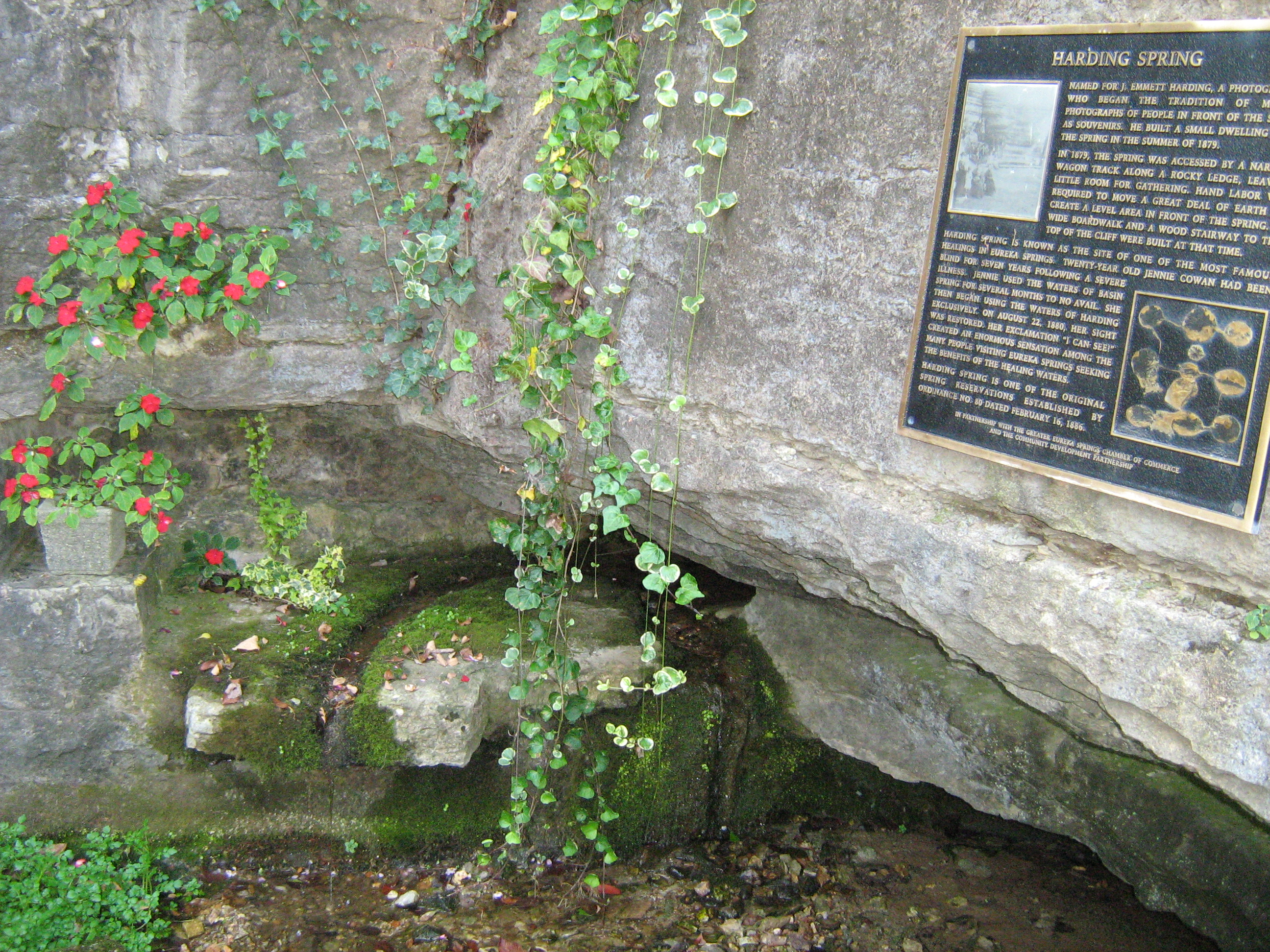
ハーディング泉、2008年撮影

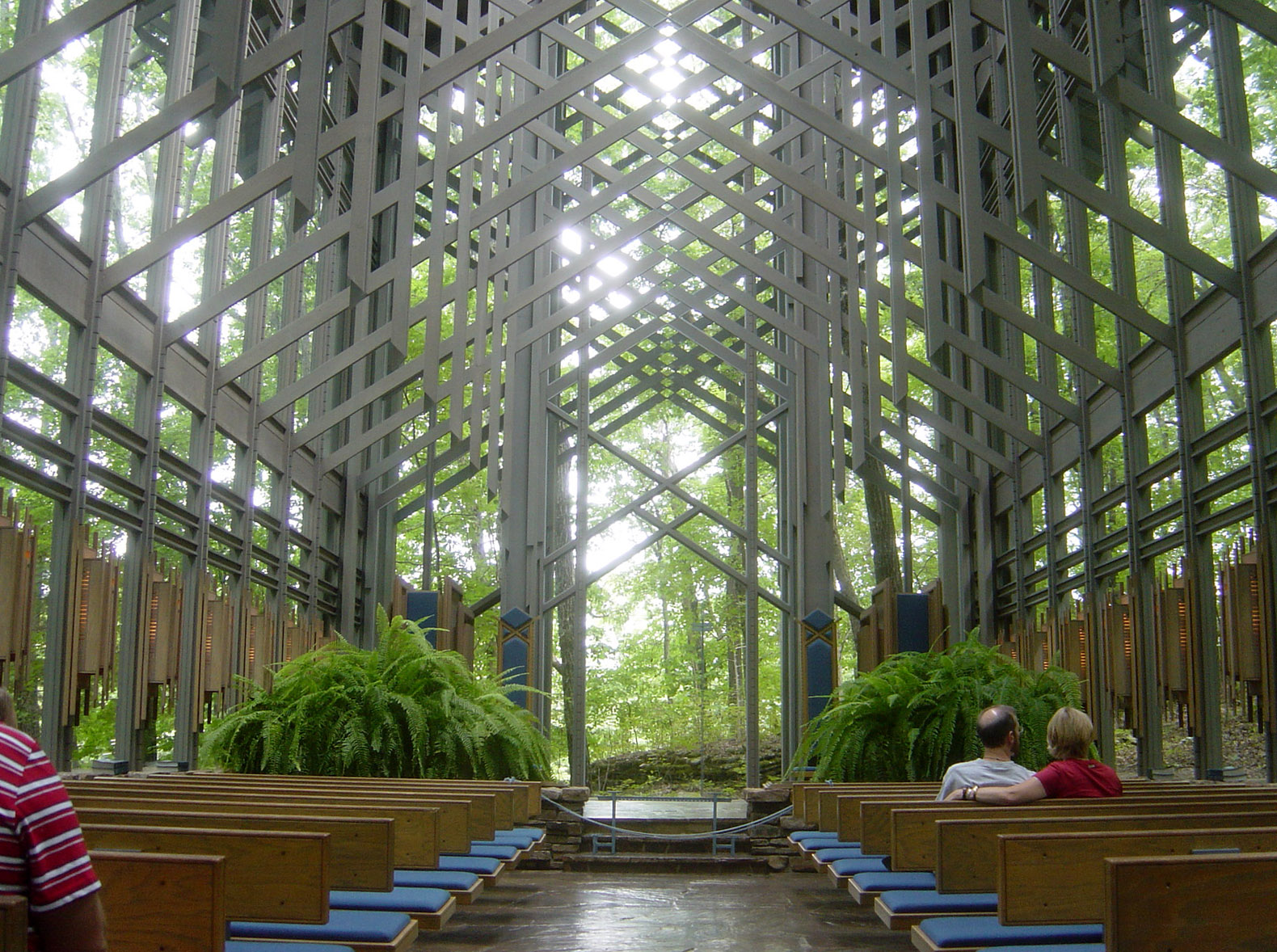
ソーンクラウン礼拝堂、2006年撮影

インディアンの伝承ではユーレカスプリングス地域にある偉大な癒しの泉について触れており、様々な文明人が神聖な目的のために泉を訪れていた。
ヨーロッパ系アメリカ人がこの泉に癒し効果があると見なした次の文明人だった。ヨーロッパ人がこの地域に到着した後、泉の水に魔法の力があると言っていた。19世紀後半の短い期間に、ユーレカスプリングスは繁栄する都市、温泉、観光地に変身した。アルバー・ジャクソン博士がアメリカ史の中でこの泉の存在を認めた人とされており、1856年にベイスンスプリングの水が、彼の目の慢性病を癒したと言っていた。ジャクソンは南北戦争の間に地元洞穴内に病院を設立し、ベイスンスプリングの水を患者の治療に用いた。戦後、ジャクソンは「ジャクソン博士の目の水」として鉱泉水を売り出した。1905年にはユーレカスプリングスにオザーク水会社が結成された。
1879年、ジャクソンの友人であるJ・B・サンダーズ判事が、その足の病気が鉱泉水で治ったと主張した。サンダーズは州内の友人や一族にユーレカスプリングスの宣伝を始め、ブームタウンを作った。1年かそこらの間に町は田舎の温泉村から主要都市に成長した。
1880年2月14日、ユーレカスプリングスは市として法人化された。サンダーズの宣伝に基づいて数多い訪問者が泉を訪れ、地域にはテントや掘っ立て小屋が溢れた。1881年、ユーレカスプリングスはアーカンソー州で4番目に大きな市となり、1889年にはリトルロックに次いで第2位となった。
レコンストラクション時代の州知事パウェル・クレイトンが、任期の明けた後に連邦主義者の多いユーレカスプリングスに移転し、市とその商業的価値を宣伝し始めた。クレイトンは裕福な引退者の町として市を宣伝した。間もなく優美な生活と裕福な生活様式で知られるようになった。
禁酒運動の強硬な推進者キャリー・ネイションがその晩年にこの地に移動してきて、スティール通りにハチェットホールを設立しており（ハチェットはネイションのトレードマークの手斧）、後には博物館として運営されたが、現在は閉館になった。
ユーレカスプリングスで唯一の銀行強盗は1922年9月27日に起きた。オクラホマ州から来た5人の無法者が第一国定銀行を襲おうとした。無法者の3人が殺され、他の2人も負傷した。
1967年、有名な7階建てのオザークのキリスト像が建設され、1年後にグレート・パッション・プレイが始まった。これはアメリカでも観衆の多い屋外劇となり、その開始以来少なくとも760万人が訪れている。
1980年、建築家E・フェイ・ジョーンズがソーンクラウン礼拝堂を設計した。当時設計に関する賞を受賞し、2006年にはアメリカ建築家協会から「25年間賞」に選ばれた。これはその分野で重要な影響を与えた建築物を認定するものである。その質の高い特殊な性格故に、礼拝堂は2000年にアメリカ合衆国国家歴史登録財に指定された。

### ビクトリア期建築
1882年、ユーレカ・インプルーブメント・カンパニーが市内に鉄道を誘致するために結成された。鉄道の開通によって、ユーレカスプリングスは休暇用リゾート地として確立された。それから2年足らずの間に、数多い家屋と商業施設が建設された。1886年にはクレセント・ホテルが、1905年にはベイスン・パークホテルが建設された。これら多くのビクトリア期建築はうまく保存され、その質を評価される整然とした景観を作りだしている。
1891年、南北戦争の北軍退役兵カーティス・ライトがミズーリ州カーシージにアン女王様式の邸宅を建設した。ライトは1888年にこの地域に移転してきて、鉛と亜鉛の採掘を行った。その後カーシージ石材会社を始め、土地の石切場から石灰岩を集めた。ライトはインディアナ州に大型の家具工場を持っており、家族ごと移転する場所を探すために中西部に6か月の旅行を行い、その一部としてカーシージに来ていた。ライトはこの地域で富の可能性があることを見て取ると、妻に宛てて妻が移転に同意してくれるならば「カーシージ最大の家」を建設すると約束した。この29室の邸宅はアン女王様式の建築の1例だった。カーティス・ライトは最後は資産を失い、税金を払うためにその家を諦めた。邸宅は数人のオーナーの手を経た後、1984年、ミズーリ州カンザスシティのロン・エバンスとメアリーの夫妻が、細かく分解してユーレカスプリングスに移転させた。エバンス家は大きな改修を加えて、ベッド・アンド・ブレックファストとして運営していたが、2005年にシカゴのスティーブ・ラベルとラタの夫妻に売却した。ラベル夫妻は2011年5月にこの邸宅を博物館に転換し、2012年11月にはタイムシェアの住宅として販売する意向を表明した。

## 地理
ユーレカスプリングスは北緯36度24分11秒 西経93度44分18秒 / 北緯36.40306度 西経93.73833度 (36.403068, -93.738450)に位置している。
アメリカ合衆国国勢調査局に拠れば、市域全面積は6.9平方マイル (18 km2)であり、このうち陸地6.8平方マイル (18 km2)、水域は0.1平方マイル (0.26 km2)で水域率は2.02%である
町はこの地に泉があることがより明白になった時に設立された。泉から水を汲み出しすぎたためにその湧出量が落ちた。町にある泉は全て冷泉だが、その数は140以上ある。

### 気候
ユーレカスプリングスの地域の気候は、暑く湿気た夏と概して温暖から冷涼の冬が特徴である。ケッペンの気候区分では温暖湿潤気候（"Cfa"）にある。
| ユーレカスプリングス（1981年-2010年平均）の気候 | ユーレカスプリングス（1981年-2010年平均）の気候 | ユーレカスプリングス（1981年-2010年平均）の気候 | ユーレカスプリングス（1981年-2010年平均）の気候 | ユーレカスプリングス（1981年-2010年平均）の気候 | ユーレカスプリングス（1981年-2010年平均）の気候 | ユーレカスプリングス（1981年-2010年平均）の気候 | ユーレカスプリングス（1981年-2010年平均）の気候 | ユーレカスプリングス（1981年-2010年平均）の気候 | ユーレカスプリングス（1981年-2010年平均）の気候 | ユーレカスプリングス（1981年-2010年平均）の気候 | ユーレカスプリングス（1981年-2010年平均）の気候 | ユーレカスプリングス（1981年-2010年平均）の気候 | ユーレカスプリングス（1981年-2010年平均）の気候 |
| 月                                              | 1月                                             | 2月                                             | 3月                                             | 4月                                             | 5月                                             | 6月                                             | 7月                                             | 8月                                             | 9月                                             | 10月                                            | 11月                                            | 12月                                            | 年                                              |
| ----------------------------------------------- | ----------------------------------------------- | ----------------------------------------------- | ----------------------------------------------- | ----------------------------------------------- | ----------------------------------------------- | ----------------------------------------------- | ----------------------------------------------- | ----------------------------------------------- | ----------------------------------------------- | ----------------------------------------------- | ----------------------------------------------- | ----------------------------------------------- | ----------------------------------------------- |
| 最高気温記録 °F （°C）                          | 78 (26)                                         | 81 (27)                                         | 88 (31)                                         | 96 (36)                                         | 93 (34)                                         | 101 (38)                                        | 106 (41)                                        | 105 (41)                                        | 105 (41)                                        | 91 (33)                                         | 86 (30)                                         | 76 (24)                                         | 106 (41)                                        |
| 平均最高気温 °F （°C）                          | 46.7 (8.2)                                      | 51.9 (11.1)                                     | 61.6 (16.4)                                     | 71.7 (22.1)                                     | 77.5 (25.3)                                     | 84.0 (28.9)                                     | 88.9 (31.6)                                     | 89.5 (31.9)                                     | 81.0 (27.2)                                     | 69.1 (20.6)                                     | 59.1 (15.1)                                     | 48.0 (8.9)                                      | 69.1 (20.6)                                     |
| 平均最低気温 °F （°C）                          | 28.1 (−2.2)                                     | 31.7 (−0.2)                                     | 39.6 (4.2)                                      | 48.7 (9.3)                                      | 56.8 (13.8)                                     | 64.4 (18)                                       | 68.9 (20.5)                                     | 67.9 (19.9)                                     | 60.2 (15.7)                                     | 49.2 (9.6)                                      | 40.4 (4.7)                                      | 30.1 (−1.1)                                     | 48.8 (9.3)                                      |
| 最低気温記録 °F （°C）                          | −14 (−26)                                       | −8 (−22)                                        | 2 (−17)                                         | 21 (−6)                                         | 35 (2)                                          | 46 (8)                                          | 51 (11)                                         | 47 (8)                                          | 34 (1)                                          | 19 (−7)                                         | 7 (−14)                                         | −15 (−26)                                       | −15 (−26)                                       |
| 降水量 inch （mm）                              | 2.64 (67.1)                                     | 2.88 (73.2)                                     | 4.39 (111.5)                                    | 4.39 (111.5)                                    | 5.10 (129.5)                                    | 4.34 (110.2)                                    | 3.58 (90.9)                                     | 3.27 (83.1)                                     | 4.61 (117.1)                                    | 3.46 (87.9)                                     | 4.31 (109.5)                                    | 3.43 (87.1)                                     | 46.41 (1,178.8)                                 |
| 降雪量 inch （cm）                              | 3.8 (9.7)                                       | 4.4 (11.2)                                      | 2.6 (6.6)                                       | 0.1 (0.3)                                       | 0 (0)                                           | 0 (0)                                           | 0 (0)                                           | 0 (0)                                           | 0 (0)                                           | 0.1 (0.3)                                       | 0.3 (0.8)                                       | 2.6 (6.6)                                       | 13.8 (35.1)                                     |
| 平均降水日数 （≥0.01 in）                       | 7.1                                             | 8.0                                             | 9.9                                             | 9.9                                             | 11.8                                            | 10.2                                            | 8.2                                             | 7.4                                             | 8.1                                             | 6.5                                             | 8.4                                             | 8.2                                             | 103.6                                           |
| 平均降雪日数 （≥0.1 in）                        | 2.4                                             | 2.6                                             | 0.9                                             | 0                                               | 0                                               | 0                                               | 0                                               | 0                                               | 0                                               | 0                                               | 0.2                                             | 2.0                                             | 8.2                                             |
| 出典1：NOAA                                     |                                                 |                                                 |                                                 |                                                 |                                                 |                                                 |                                                 |                                                 |                                                 |                                                 |                                                 |                                                 |                                                 |
| 出典2：The Weather Channel                      |                                                 |                                                 |                                                 |                                                 |                                                 |                                                 |                                                 |                                                 |                                                 |                                                 |                                                 |                                                 |                                                 |

## 人口動態
以下は2000年の国勢調査による人口統計データである。
| 基礎データ - 人口: 2,278 人 - 世帯数: 1,119 世帯 - 家族数: 569 家族 - 人口密度: 129.7人/km2（336.2 人/mi2） - 住居数: 1,301 軒 - 住居密度: 74.1軒/km2（192.0 軒/mi2） 人種別人口構成 - 白人: 93.94% - アフリカン・アメリカン: 0.04% - ネイティブ・アメリカン: 0.70% - アジア人: 0.79% - 太平洋諸島系: 0.09% - その他の人種: 2.28% - 混血: 2.15% - ヒスパニック・ラテン系: 3.99% | 年齢別人口構成 - 18歳未満: 17.2% - 18-24歳: 5.8% - 25-44歳: 24.4% - 45-64歳: 33.4% - 65歳以上: 19.3% - 年齢の中央値: 46歳 - 性比（女性100人あたり男性の人口） - 総人口: 81.8 - 18歳以上: 81.2 世帯と家族（対世帯数） - 18歳未満の子供がいる: 19.2% - 結婚・同居している夫婦: 37.4% - 未婚・離婚・死別女性が世帯主: 10.9% - 非家族世帯: 49.1% - 単身世帯: 41.0% - 65歳以上の老人1人暮らし: 13.4% - 平均構成人数 - 世帯: 1.97人 - 家族: 2.64人 | 収入と家計 - 収入の中央値 - 世帯: 25,547米ドル - 家族: 40,341米ドル - 性別 - 男性: 27,188米ドル - 女性: 17,161米ドル - 人口1人あたり収入: 18,439米ドル - 貧困線以下 - 対人口: 12.2% - 対家族数: 4.4% - 18歳未満: 8.7% - 65歳以上: 13.0% |

## 教育

### 公共教育
ユーレカスプリングス教育学区が包括的公共教育を管轄している。下記はその学校である。
- ユーレカスプリングス高校（9年生から12年生）
- ユーレカスプリングス中学校（5年生から8年生）
- ユーレカスプリングス小学校（幼稚園前から4年生）

### 私立学校
- クリアスプリング学校（幼稚園前から12年生）
- ジ・アカデミー・オブ・エクセレンス（幼稚園前から8年生）

## 行事
ユーレカスプリングスでは年間を通じて様々な行事がある。以下はそのリストである。
- 5月芸術祭、毎年5月の1か月間にわたって行われる芸術祭である。市内には400人を超えるアーティストや芸人がいる。期間中にはアートレイジャス・パレード、ホワイトストリート・ウォーク、ギャラリー・ストロールズ、テイスト・オブ・アートが開催され、地元レストランではビジュアル・フィースト、銀行ではバンク・オン・アートがある。2013年にはノースメイン公園で、対話型の音と彫刻の体験イベントであるユーレカスプリングス・ミュージックパークが開かれた。

- ユーレカスプリングス食とワインの祭、毎年秋に開催され料理や国際的なワインが出される。

- ユーレカ・グラ・マルディ・グラ・エクストラバガンザ、2006年からニューオーリンズ・スタイルのマルディグラを始めた[13]。1月のキングの日に始まり、2月か3月のマルディ・グラの日で終わる。

ブルース、ジャズ、フォーク、クラシック音楽もそれぞれそのジャンルに宛てられた週末に祝われている。毎夏「オザークのオペラ」はオーケストラとプロになる前の学生をキャストにオペラを公演している。
「ライターズ・コロニー・アット・デイリー・ホロー」も開催されている。世界でも唯一の作家とアーティストの在宅型コロニーがあり、料理芸術を筋の通った文学ジャンルとして認めている。
毎年の詩の祭も開催され、出席者も多い。市内の大型の石造り公会堂は1929年に中心街に建てられ、ジョン・フィリップ・スーザのコンサートで開場された。ここで多くの企画が開催されている。
「ダイバーシティ週末」とよぶゲイトレズビアンの祭も毎年開催されている。毎年のUFOの会議があったり、自動車のショーがあったりする。4月はマスタング、8月はフォルクスワーゲン、10月第1週末はコルベットに宛てられている。ジョン・マイケル・タルボットが創設したリトル・ポーション・ハーミテージなど、観光客向けの行事もある。
2013年10月からは「ハロウィーン・フェスティバル」を毎年開催するようになった。既に幽霊屋敷や幽霊ツアーで有名ではあるが、墓地でのハロウィーン・イクストラバガンザ、「過去からの声」など様々な幽霊の現象が企画されている。
1988年の映画『Pass the Ammo』は市内で撮影された。公会堂が何度か出てくる。映画の特殊効果によって、公会堂には火傷の跡が残っている。2005年の映画『Chrystal』も市内で撮影された。同じく『エリザベスタウン』の一部も撮影された。1982年のテレビ番組『The Blue and the Gray』が市内で撮影された。サイファイ・チャンネルの『Ghost Hunters』では、第2シーズンの第13エピソードでクレセント・ホテルが出てきた。

## メディア
テレビはミズーリ州スプリングフィールドを本拠地とするメディア市場に入っている。ゲーブルテレビでは州内フェイエットビル/フォートスミスやリトルロックの局から放送を流している。

### 新聞
- 「キャロル郡ニューズ」[16]、週2回発行[17]
- 「ラブリー・カウンティ・シティズン」[18]、タブロイド判、無料新聞
- 「ES インディペンデント」、2012年7月創刊、タブロイド判、無料新聞
- 「アーカンソー・デモクラット・ガゼット」、アーカンソー州北西部版、地域唯一の日刊紙

## 見どころ
- ユーレカスプリングス・アンド・ノースアーカンソー鉄道
- ターペンタイン・クリーク野生生物保護区
- オニックス洞穴
- ソーンクラウン礼拝堂
- 世界最大の調音された音楽風鈴
- オザークのキリスト像
- クレセント・ホテル
- ピボットロックと自然橋

## 交通
- アメリカ国道62号線
- アーカンソー州道23号線

19世紀後半、ユーレカスプリングス鉄道によってン町にも鉄道が通った。その推進者が元知事のパウェル・クレイトンだった。1906年から1946年、ミズーリ・アンド・ノースアーカンソー鉄道が走り、北はミズーリ州ジョプリン、南東はヘレナに乗客と貨物を運んだ。
観光列車のユーレカスプリングス・アンド・ノースアーカンソー鉄道1981年から運行されている。

## 著名な出身者
- パット・バレル、メジャーリーグベースボール選手、サンフランシスコ・ジャイアンツ.
- ジェイムズ・ウィリアム・トリンブル、アーカンソー州選出アメリカ合衆国下院議員、ユーレカスプリングスで死んだ

## ギャラリー

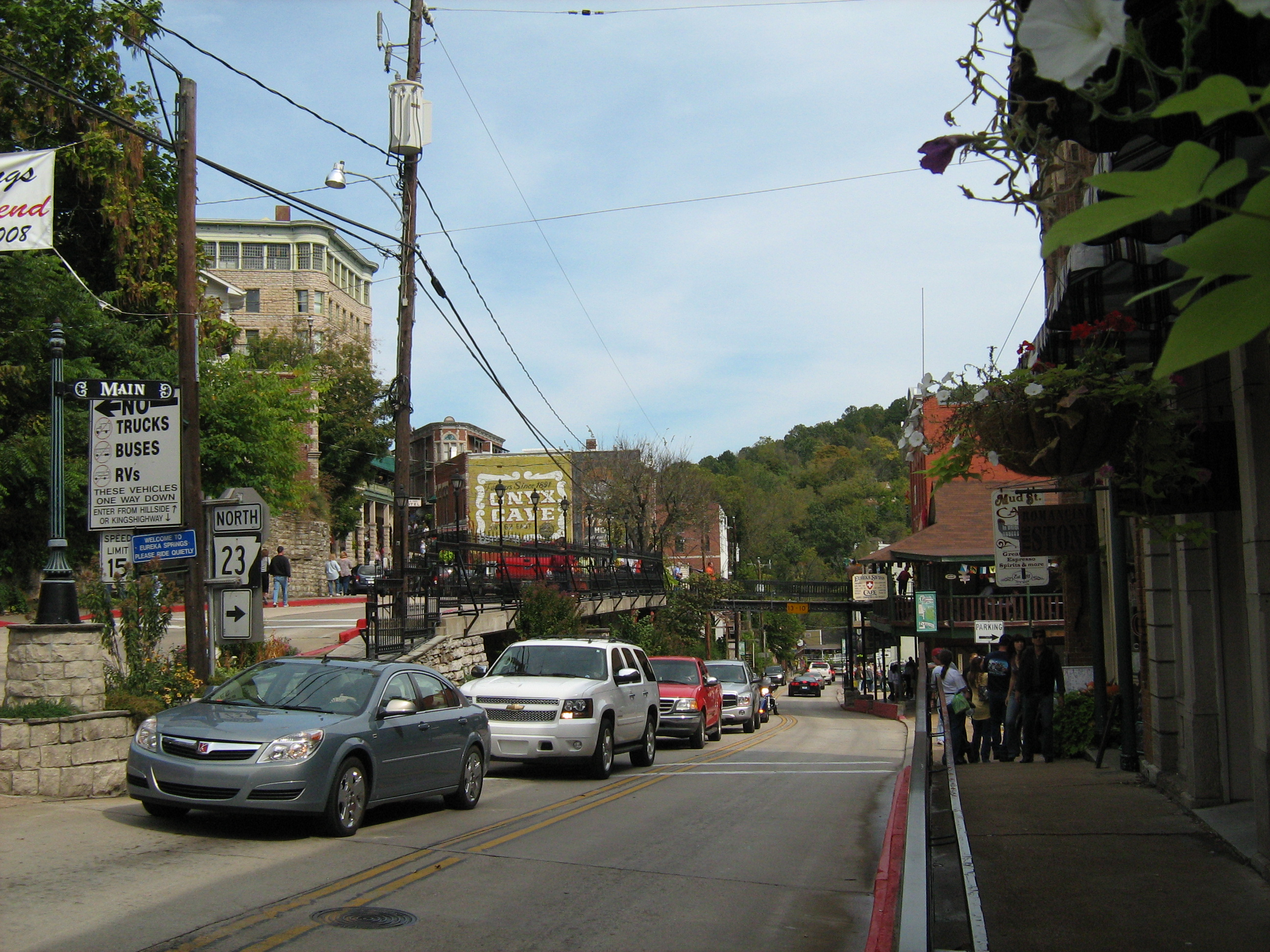
中心街メインストリート
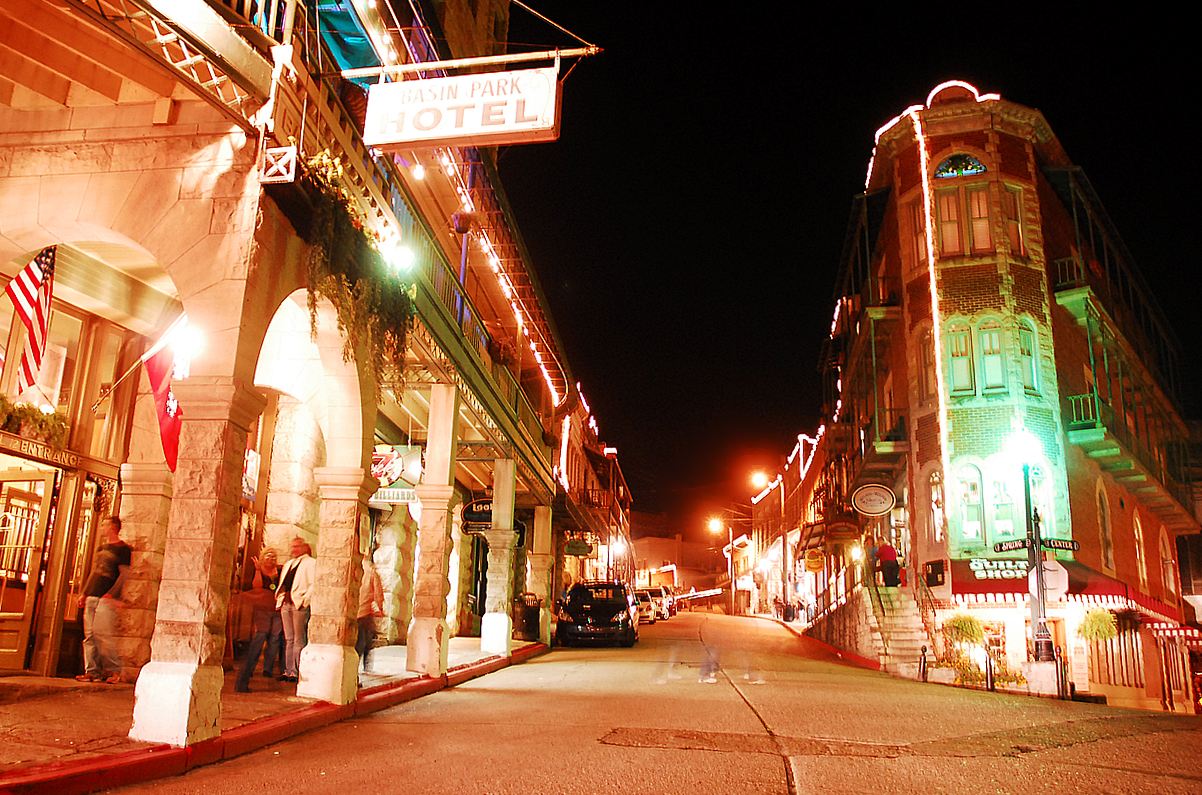
夜のスプリング通り
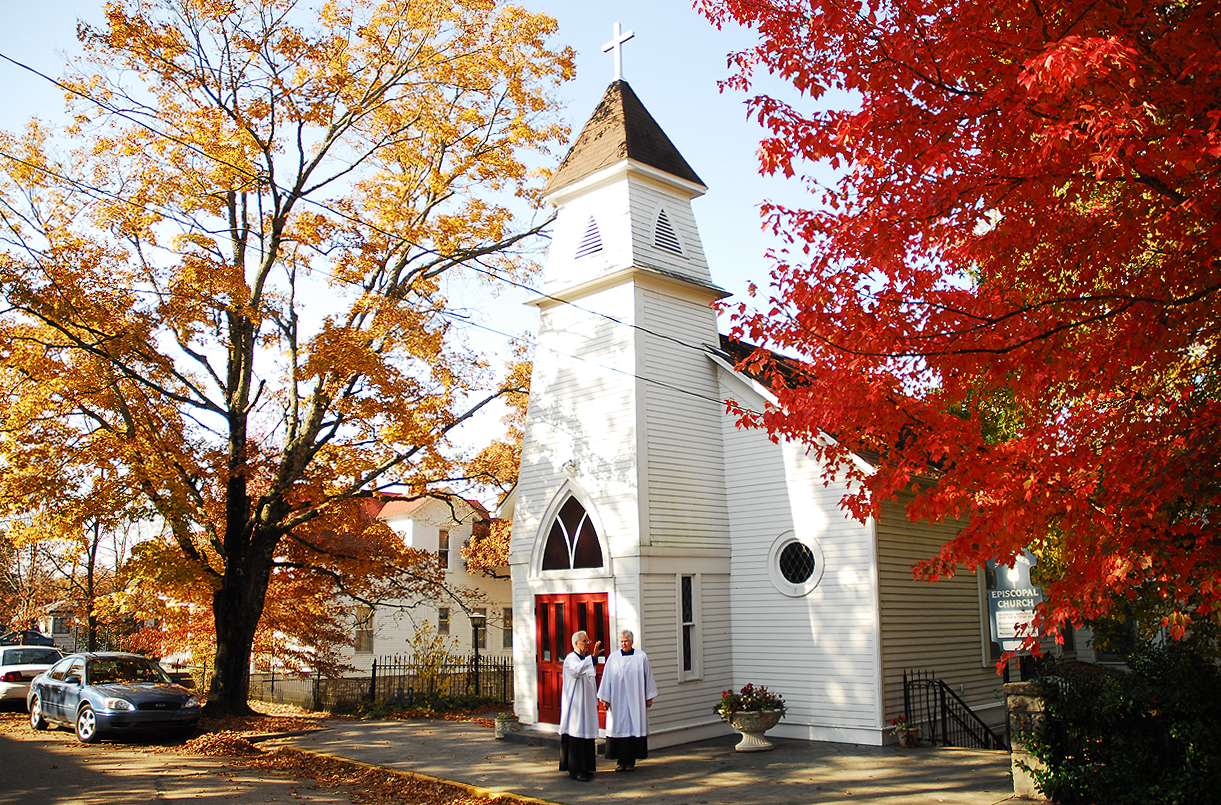
歴史あるクレセント・ホテル近くにあるセントジェイムズ聖公会教会
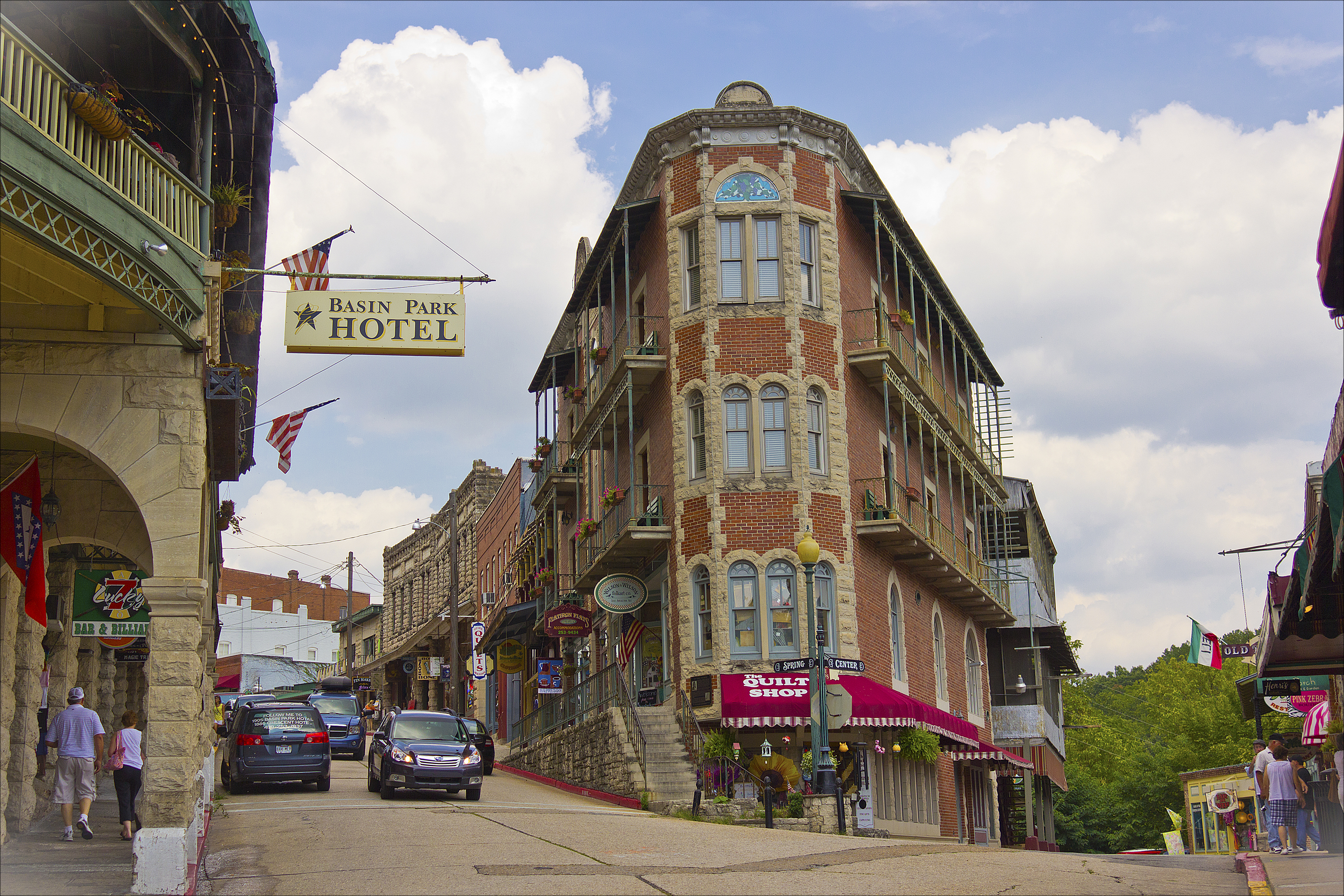
スプリング通りとセンター通りの交差点